# Función compuesta

, es la aplicación resultante de la aplicación sucesiva de y de. En el ejemplo, @

En álgebra abstracta, una función compuesta es una función formada por la composición o aplicación sucesiva de otras dos funciones. Para ello, se aplica sobre el argumento la función más próxima al mismo, y al resultado del cálculo anterior se le aplica finalmente la función restante.
Usando la notación matemática, la función compuesta {\displaystyle g\circ f:X\to Z} expresa que {\displaystyle (g\circ f)(x)=g\left[f(x)\right]} para todo {\displaystyle x} perteneciente a {\displaystyle X}. Se lee "{\displaystyle g} compuesta con {\displaystyle f}", "{\displaystyle g} en {\displaystyle f}", "{\displaystyle f} entonces {\displaystyle g}", "{\displaystyle g} de {\displaystyle f}" ó "{\displaystyle g} círculo {\displaystyle f}". {\displaystyle g\circ f} significa que {\displaystyle x} pertenece al dominio de {\displaystyle f} y que {\displaystyle f(x)} pertenece al de {\displaystyle g}.
La composición de funciones es un caso especial de la composición de relaciones, a veces también denotada por {\displaystyle \circ }. Como resultado, todas las propiedades de la composición de relaciones son ciertas para la composición de funciones, como la propiedad de asociabilidad.
La composición de funciones es diferente de la multiplicación de funciones (si es que se define), y tiene algunas propiedades bastante diferentes; en particular, la composición de funciones no es comutativa.

## Definición
De manera formal, dadas dos funciones:
{\displaystyle {\begin{array}{rccl}f:&X&\longrightarrow &Y\\&x&\longmapsto &y=f(x)\end{array}}}
y
{\displaystyle {\begin{array}{rccl}g:&Y&\longrightarrow &Z\\&y&\longmapsto &z=g(y)\end{array}}}
donde la imagen de f está contenida en el dominio de g, se define la función composición de f con g (nótese que las funciones se nombran en el orden de aplicación a la variable, no en el orden sucesivo de representación):
{\displaystyle {\begin{array}{rccl}(g\circ f):&X&\longrightarrow &Z\\&x&\longmapsto &z=g(f(x))\end{array}}}
A todos los elementos de X se le asocia una elemento de Z según: {\displaystyle z=g(f(x))}.
{\displaystyle {\begin{array}{rclcl}X&\longrightarrow &Y&\longrightarrow &Z\\x&\longmapsto &y=f(x)&\longmapsto &z=g(f(x))\end{array}}}
También se puede representar de manera gráfica usando la categoría de conjuntos, mediante un diagrama conmutativo:

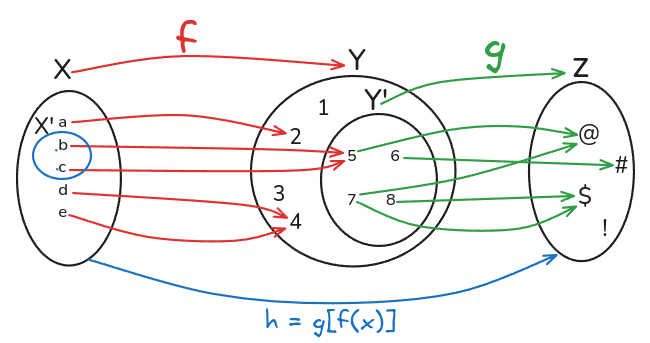
El dominio de la composición g \circ f está formado por los elementos pertenecientes al dominio de tales que pertenezca al dominio de

Puede darse el caso en que la función compuesta resultante no se verifique de la forma esperada por la definición: dada la función {\displaystyle f:X\longrightarrow Y} y la función {\displaystyle g:Y'\longrightarrow Z}. La función compuesta  {\displaystyle g\circ f:X'\longrightarrow Z}, donde {\displaystyle X'\subseteq X}  y  {\displaystyle Y'\subseteq Y}. El conjunto {\displaystyle X'} puede estar definido de forma explícita como es en este ejemplo, o ser un elemento del conjunto potencia (conjunto de partes) de {\displaystyle X}.

## Propiedades
- La composición de funciones es asociativa, es decir:

La composición de funciones es siempre asociativa-una propiedad heredada de la composición de relaciones. Es decir, si {\displaystyle f}, {\displaystyle g}, y {\displaystyle h} son componibles, entonces {\displaystyle f\circ (g\circ h)=(f\circ g)\circ h}. Dado que los paréntesis no cambian el resultado, generalmente se omiten.
- La composición de funciones en general no es conmutativa, es decir:

{\displaystyle (g\circ f)\neq (f\circ g)}

Por ejemplo, dadas las funciones numéricas {\displaystyle f(x)=x+1}, y {\displaystyle g(x)=x^{2}}, entonces {\displaystyle (f\circ g)(x)=x^{2}+1}, en tanto que {\displaystyle (g\circ f)(x)=(x+1)^{2}=x^{2}+2x+1}.
- El elemento neutro y también asociado a la composición de funciones es la función identidad.

- Con las tres propiedades anteriores: asociativa, no conmutativa y elemento neutro, las funciones reales de variable real constituyen un monoide para la operación interna de composición de funciones.

- Además, la inversa de la composición de dos funciones es:

{\displaystyle (g\circ f)^{-1}=f^{-1}\circ g^{-1}}

En un sentido estricto, la composición {\displaystyle g\circ f} sólo tiene sentido si el codominio de {\displaystyle f} es igual al dominio de {\displaystyle g}; en un sentido más amplio, basta con que el primero sea un subconjunto impropio del segundo.
Además, a menudo es conveniente restringir tácitamente el dominio de {\displaystyle f}, de modo que {\displaystyle f} produzca sólo valores en el dominio de {\displaystyle g}. Por ejemplo, la composición {\displaystyle g\circ f} de las funciones {\displaystyle f:\mathbb {R} \to (-\infty ,9]} definida por {\displaystyle f(x)=9-x^{2}} y {\displaystyle g(x):[0,\infty )\to \mathbb {R} } definida por {\displaystyle g(x)={\sqrt {x}}} puede definirse en el intervalo{\displaystyle [-3,3]}.

Las composiciones de dos funciones real, el valor absoluto y una función cúbica, en distintos órdenes, muestran una no conmutatividad de la composición.

Se dice que las funciones {\displaystyle g} y {\displaystyle f} son conmutativas entre sí, si {\displaystyle f\circ g=g\circ f}. La conmutatividad es una propiedad especial, alcanzada sólo por funciones particulares, y a menudo en circunstancias especiales. Por ejemplo, {\displaystyle x+3=|x|+3} sólo cuando {\displaystyle x\geq 0}. La imagen muestra otro ejemplo.
La composición de funciones uno a uno (inyectivas) es siempre uno a uno. Del mismo modo, la composición de onto (sobreyectiva) funciones es siempre onto. De ello se deduce que la composición de dos  biyecciones es también una biyección. La función inversa de una composición (se supone invertible) tiene la propiedad de que {\displaystyle (f\circ g)^{-1}=(g^{-1})\circ (f^{-1})}.
Las Derivadas de composiciones que involucran funciones diferenciables pueden hallarse usando la regla de la cadena. Las  derivadas superiores de tales funciones vienen dadas por fórmula de Faà di Bruno.

## Monoides de composición
Supongamos que tenemos dos (o más) funciones f: X → X, g: X → X que tienen el mismo dominio y codominio; a menudo se llaman transformaciones'. Entonces se pueden formar cadenas de transformaciones compuestas entre sí, como f ∘ f ∘ g ∘ f. Tales cadenas tienen la estructura algebraica de un monoide, llamado un monoide de transformación o (mucho más raramente) un monoide de composición.  En general, los monoides de transformación pueden tener una estructura notablemente complicada. Un ejemplo notable es la curva de De Rham. El conjunto de todas las funciones f: X → X} se llama el semigrupo de transformación completa o semigrupo simétrico en X. (En realidad se pueden definir dos semigrupos dependiendo de cómo se defina la operación de semigrupo como composición izquierda o derecha de funciones.).

La similitud que transforma el triángulo EFA en el triángulo ATB es la composición de una Homotecia H y una rotación R, de las cuales el centro común es S. Por ejemplo, la imagen de A bajo la rotación R es U, que puede escribirse R(A) = U. Y H(U) = B significa que el mapping H transforma U en B. Entonces H(R(A)) = (H ∘ R)(A) = B.

Si las transformaciones son  biyectivas (y por tanto invertibles), entonces el conjunto de todas las combinaciones posibles de estas funciones forma un grupo de transformaciones; y se dice que el grupo es generado por estas funciones.  Un resultado fundamental en la teoría de grupos, el teorema de Cayley, esencialmente dice que cualquier grupo es de hecho sólo un subgrupo de un grupo de permutación (hasta isomorfismo).
El conjunto de todas las funciones biyectivas f: X → X} (llamadas permutaciones) forma un grupo con respecto a la composición de funciones. Este es el grupo simétrico, también llamado a veces grupo de composición.
En el semigrupo simétrico (de todas las transformaciones) también se encuentra una noción más débil y no única de inversa (llamada pseudoinversa) porque el semigrupo simétrico es un semigrupo regular.

## Ejemplos

Ejemplo concreto de composición de dos funciones.

- Composición de funciones sobre un conjunto finito: Si f = {(1, 1), (2, 3), (3, 1), (4, 2)}, y g = {(1, 2), (2, 3), (3, 1), (4, 2)}, entonces g ∘ f = {(1, 2), (2, 1), (3, 2), (4, 3)}, como se muestra en la figura.
- Composición de funciones sobre un conjunto infinito: Si f: R → R (donde R es el conjunto de todos los números reales) viene dada por f(x) = 2x + 4 y g: R → R viene dada por g(x) = x3, entonces:

(f ∘ g)(x) = f(g(x)) = f(x3) = 2x3 + 4, y 
(g ∘ f)(x) = g(f(x)) = g(2x' + 4) = (2x + 4)3
- Si la altitud de un avión en el momento  t es a(t), y la presión atmosférica a la altitud x es p(x), entonces (p ∘ a)(t) es la presión alrededor del avión en el tiempo t.

Sean las funciones:
{\displaystyle f(x)=x^{2}\,}
{\displaystyle g(x)=\sin(x)\,}
La función compuesta por ende x de g y de f que expresamos:
{\displaystyle (g\circ f)(x)=g(f(x))=g((x^{2}))=\sin(x^{2})\,}
La interpretación de (f ∘ g) aplicada a la variable x significa que primero tenemos que aplicar g a x, con lo que obtendríamos un valor de paso 
{\displaystyle z=g(x)=\sin(x)\,}
y después aplicamos f a z para obtener
{\displaystyle y=f(z)=z^{2}=\sin ^{2}(x)\,}

## Potencias funcionales
Si Y ⊆ X, entonces f: X→Y puede componerse consigo mismo; esto se denota a veces como f 2. Es decir:
- (f ∘ f)(x) = f(f(x)) = f 2(x)
- (f ∘ f ∘ f)(x) = f(f(f(x))) = f 3(x)
- (f ∘ f ∘ f ∘ f)(x) = f(f(f(f(x)))) = f 4(x)

Más generalmente, para cualquier número natural n ≥ 2, la nésima   potenciación funcional puede definirse inductivamente por f n = f ∘ f n-1 = f  n-1 ∘ f, una notación introducida por Hans Heinrich Bürmann[cita requerida] y John Frederick William Herschel. La composición repetida de una función de este tipo consigo misma se denomina función iterada.
- Por convención, f 0 se define como el mapa identidad en el dominio de f , idX.
- Si incluso Y = X y f: X → X admite una función inversa f -1, las potencias funcionales negativas f -n se definen para n > 0 como la  opuesta potencia de la función inversa: f -n = (f -1)n.[15][11][14]

## Función bien definida
La función compuesta está bien definida porque cumple con las dos condiciones de existencia y unicidad, propias de toda función:
1. Condición de existencia: dado x, conocemos (x, f(x)), puesto que conocemos la función f, y dado cualquier elemento y de B conocemos también (y, g(y)), puesto que conocemos la función g. Por tanto, (x, g( f(x)) ) está definido para todo x, y así (g ∘ f) cumple la condición de existencia.
2. Condición de unicidad: como f y g son funciones bien definidas, para cada x el valor de f(x) es único, y para cada f(x) también lo es el de g(f(x)).

## Funciones de varias variables
Es posible la composición parcial de funciones de variables múltiples. La función resultante cuando algún argumento xi de la función f es reemplazado por la función g es denominada una composición de f y g en algunos contextos de ingeniería computacional, y se expresa como f |xi = g
{\displaystyle f|_{x_{i}=g}=f(x_{1},\ldots ,x_{i-1},g(x_{1},x_{2},\ldots ,x_{n}),x_{i+1},\ldots ,x_{n}).}
Cuando g es una constante simple b, la composición se degenera en una evaluación (parcial), cuyo resultado también es denominado restricción o co-factor.
{\displaystyle f|_{x_{i}=b}=f(x_{1},\ldots ,x_{i-1},b,x_{i+1},\ldots ,x_{n}).}
En general, la composición de funciones de múltiples variables puede comprender varias otras funciones como argumentos, como es el caso en la definición de función primitiva recursiva. Dado f, y una función de n-iables, y las funciones de n m variables g1, ..., gn, la composición de f con g1, ..., gn, es la función de m variables
{\displaystyle h(x_{1},\ldots ,x_{m})=f(g_{1}(x_{1},\ldots ,x_{m}),\ldots ,g_{n}(x_{1},\ldots ,x_{m})).}
A veces ello es denominado la compuesta generalizada o superposición de f con g1, ..., gn. La composición parcial en un solo argumento mencionada previamente puede ser representada a partir de este esquema más general asignando todas las funciones argumentos excepto una para ser funciones proyectivas convenientemente elegidas. En este caso g1, ..., gn puede ser aimilado a una función evaluada vector/tupla en este esquema generalizado, en cuyo caso esto es precisamente la definición estándar de composición de función.
Un conjunto de operaciones finitas en alguna base X es denominada un clon si contiene todas las proyecciones y es cerrado para una composición generalizada. Es de notar que un clon generalmente contiene operaciones de varias aridades. La noción de conmutación también encuentra una interesante generalización en el caso multivariante; se dice que una función f de aridad n conmuta con una función g de aridad m si f es un homomorfismo que preserva g, y viceversa, es decir:
{\displaystyle f(g(a_{11},\ldots ,a_{1m}),\ldots ,g(a_{n1},\ldots ,a_{nm}))=g(f(a_{11},\ldots ,a_{n1}),\ldots ,f(a_{1m},\ldots ,a_{nm})).}
Una operación unaria siempre conmuta consigo misma, pero no es necesariamente el caso de una operación binaria (o de aridad superior). Una operación binaria (o de aridad superior) que conmuta consigo misma se llama medial o entrópica.

## Monoides de composición
Supongamos que tenemos dos (o más) funciones f: X → X, g: X → X que tienen el mismo dominio y codominio; a menudo se llaman transformaciones'. Entonces se pueden formar cadenas de transformaciones compuestas entre sí, como f ∘ f ∘ g ∘ f. Tales cadenas tienen la estructura algebraica de un monoide, llamado un monoide de transformación o (mucho más raramente) un monoide de composición.  En general, los monoides de transformación pueden tener una estructura notablemente complicada. Un ejemplo notable es la curva de De Rham. El conjunto de todas las funciones f: X → X} se llama el semigrupo de transformación completa o semigrupo simétrico en X. (En realidad se pueden definir dos semigrupos dependiendo de cómo se defina la operación de semigrupo como composición izquierda o derecha de funciones.

## Potencias funcionales
Si Y ⊆ X, entonces f: X→Y puede componerse consigo misma; esto se denota a veces como f 2. Es decir:
- (f ∘ f)(x) = f(f(x)) = f 2(x)
- f ∘ f ∘ f)(x) = f(f(f(x))) = f 3(x)
- (f ∘ f ∘ f ∘ f)(x) = f(f(f(f(x)))) = f 4(x)